# 陈雨佳
陈雨佳（1989年—），女，汉族，黑龙江宁安人，中华人民共和国政治人物。现任黑龙江省宁安市雨佳农产品有限公司经理。第十四届全国人大代表。全国三八红旗手标兵。